# Céu noturno
Céu noturno (AO 1945: nocturno) refere-se ao céu visto à noite. É frequentemente associado à astronomia com referência às observações de corpos celestes, como estrelas, planetas e a Lua, que se tornam visíveis após o pôr-do-sol; tais objetos se tornam a única fonte de luz natural à noite quando não há tempestades ou grandes cometas.

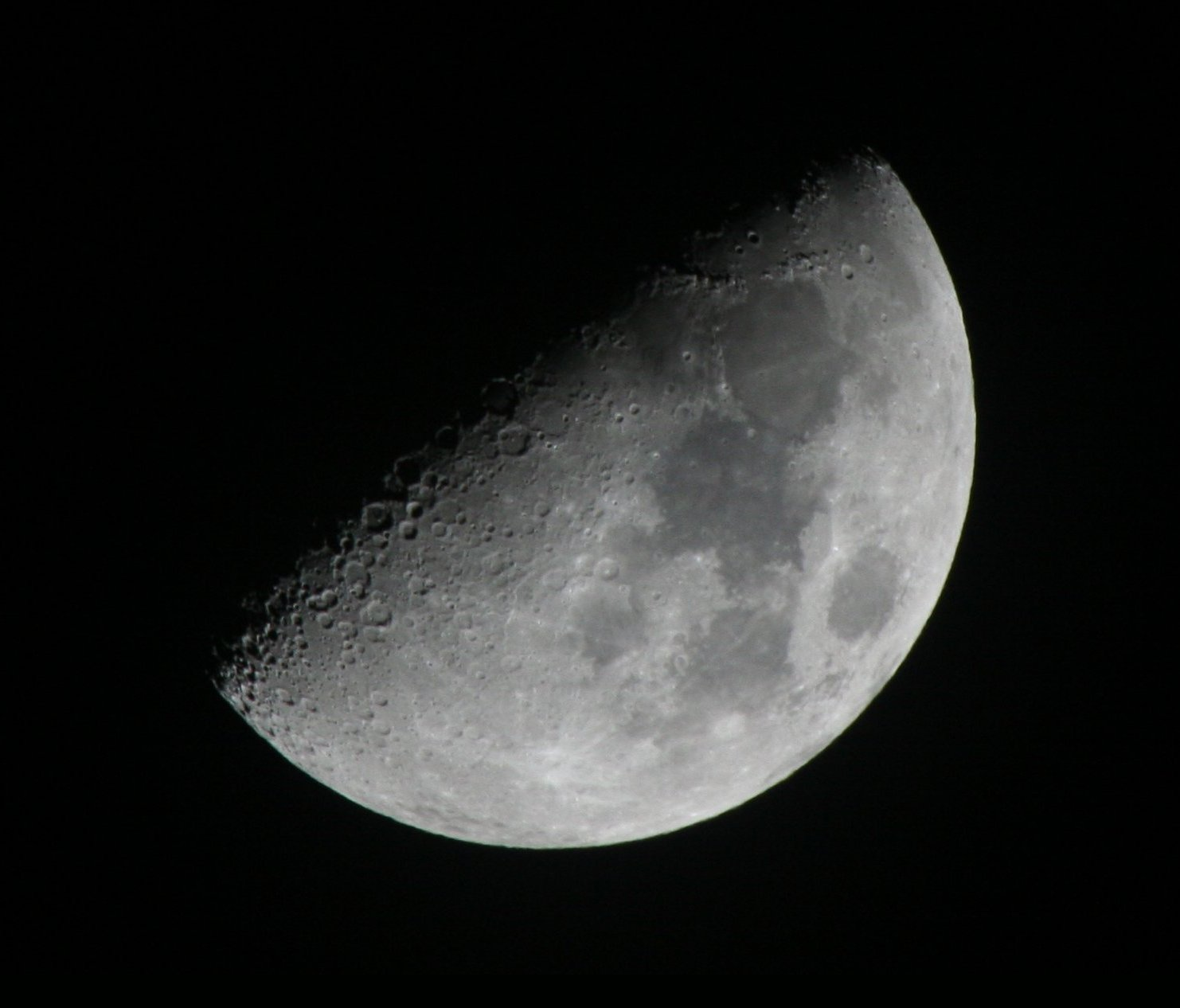
A Lua é o objeto mais comum observado no céu noturno.

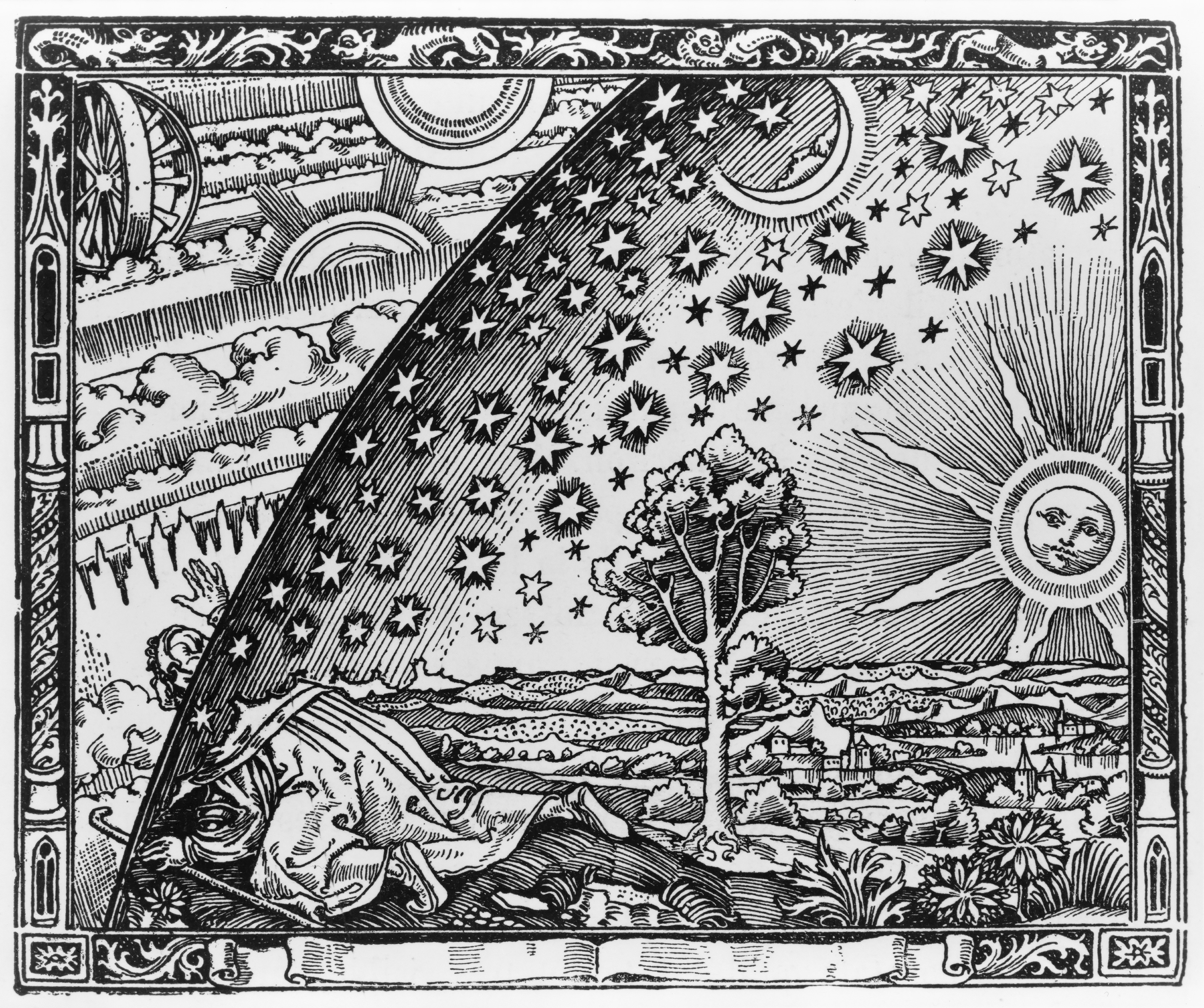
Gravura de Flammarion, Paris, 1888.

O céu noturno e seu estudo têm um lugar histórico nas culturas antiga e moderna. No passado, agricultores usaram o céu noturno como calendário para saber quando plantar ou colher. Muitas culturas desenharam constelações em estrelas do céu, associando-os com suas lendas, mitologia e deidades.
A astrologia, desenvolvida desde os tempos antigos, é baseada na crença que relações entre corpos celestes influenciam ou podem fornecer informações sobre o que acontece na Terra. O estudo científico do céu noturno e dos corpos celestes é uma parte da astronomia.

## Impressão visual
O céu noturno, repleto de estrelas e outros corpos celeste, sempre provocou interesse. Do astrônomo ao simples observador, é o momento de refletir que o Universo é maior do que a Terra, a Lua e o Sol; a observação do céu noturno sempre instigou, desde os tempos antigos, a curiosidade sobre a origem de tudo, desde os seres humanos ao próprio Universo. Para outros, apenas é um ótimo momento para descansar e dormir.
Existem milhares de estrelas visíveis no céu noturno, milhares de pontos brancos. que parecem estar equidistantes da superfície terrestres, presos a uma abóbada, mas que estão, na realidade, tão distantes que é impossível para o olho humano estimar sua real distância e diferenciar as estrelas mais próximas das mais distantes. Embora a uma primeira impressão todas as estrelas sejam brancas por causa de seu fraco brilho, um olhar mais cuidadoso revela que as mais brilhantes podem ser azuis, brancas, amarelas, alaranjadas ou vermelhas.
Os corpos celestes são vistos com o céu límpido; a presença de nuvens pode atrapalhar uma boa observação noturna. Porém, a partir do século XX um obstáculo mais sério à observação do céu profundo surgiu: a poluição luminosa. É para evitá-la que os maiores telescópios são instalados em regiões onde não haja população fixa e em locais onde a poluição atmosférica e a umidade sejam mínimas, como desertos e cume de altas montanhas. As mesmas condições também são requeridas para a astronomia amadora, onde uma boa adaptação dos olhos para o escuro é requerida; pode levar vários minutos para que o olho se acostume com a escuridão e seja capaz de observar as estrelas mais fracas (de magnitude aparente em torno de 6).

### Constelações

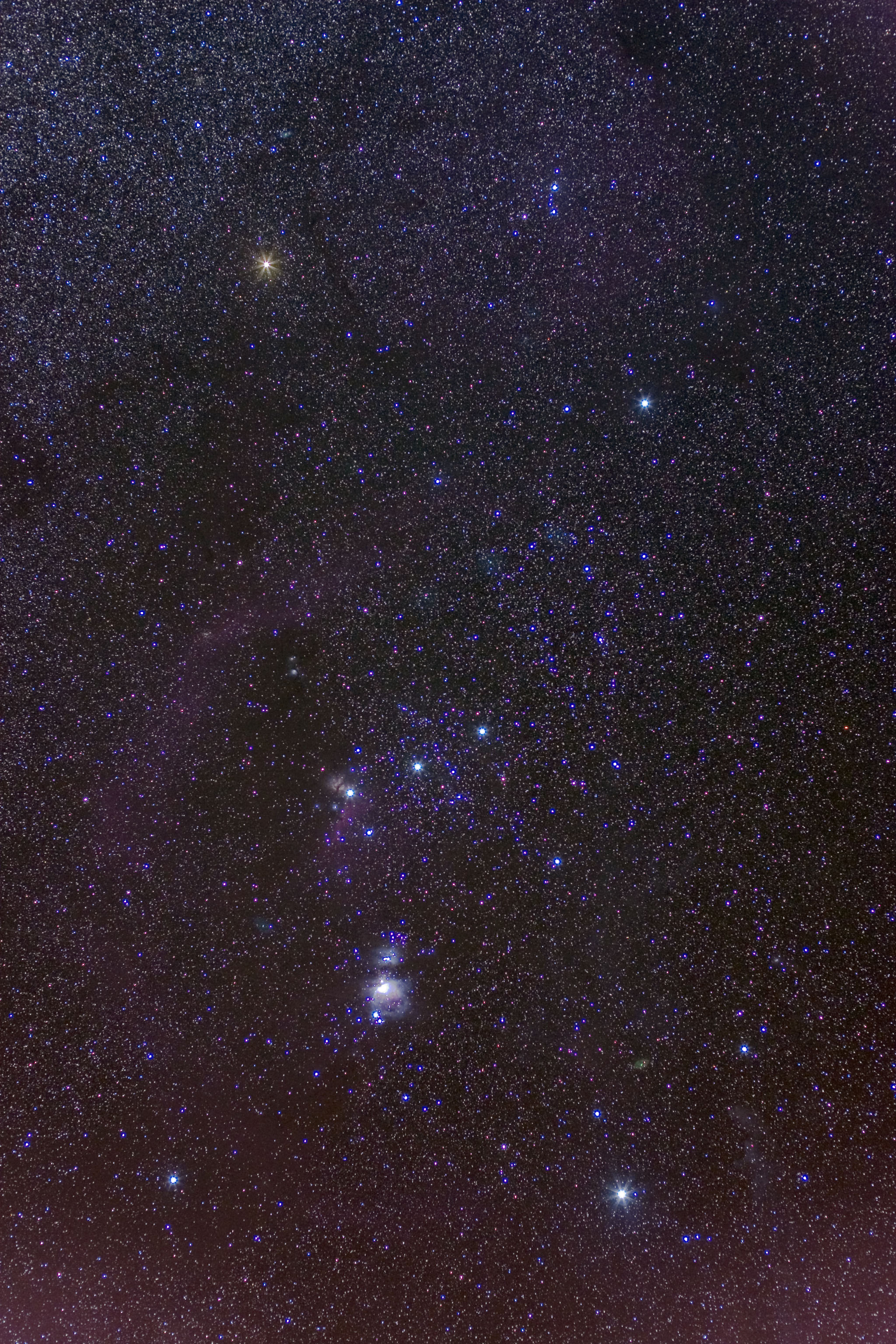
As estrelas mais brilhantes desta foto formam a constelação de Orion.

Constelações são grupos (tecnicamente asterismos) de estrelas que formam padrões reconhecíveis aos observadores do céu noturno, como a reunião de estrelas brilhantes que formam uma figura conhecida. Em geral, as constelações são reconhecidas com o auxílio de uma carta celeste, e as estrelas que as compõem são em geral mais brilhantes do que as estrelas vizinhas. As figuras formadas pelas constelações dependem de cada cultura e de sua mitologia. Para a cultura ocidental e para a astronomia, são reconhecidas 88 constelações ao todo. Dentre essas constelações, as mais fácilmente reconhecidas são a constelação de Orion, de Escorpião e a Cruzeiro do Sul.
Existem dois pontos do céu noturno que aparentemente não se movem ao longo das horas, sendo apenas um visível em cada hemisfério. Representam os polos celestes e estrelas em sua proximidade são conhecidas como estrelas polares. A estrela polar do Hemisfério Norte é particularmente brilhante, chamada Polaris, enquanto que a estrela polar do Sul é uma fraca estrela da constelação de Oitante.

### Planetas
Os planetas, originado do grego antigo para "vagante", são corpos celestes parecidos em aparência às estrelas brilhantes, mas que "vagueiam" pelo céu noturno; a cada dia estão em posições diferentes em relação às estrelas próximas. Vênus é o mais brilhante dos planetas no céu noturno, sendo o terceiro objeto celeste mais brilhante no céu, perdendo apenas para a Lua e o Sol, ganhando a designação "Estrela d'Alva" ou "Estrela Verspertina". Mercúrio, Marte, Júpiter e Saturno também são visíveis a olho nu (Urano também é visível sob condições espetaculares de observação como um ponto de brilho fraco).

### Lua
A Lua é um disco cinzento no céu com crateras visíveis a olho nu, que mede entre 28 a 45 arcominutos, o tamanho aproximado de um polegar projetado ao céu com o braço esticado. Em aproximadamente 28 dias, a Lua completa seu ciclo de quatro fases, quando seu disco apresenta mudanças de aparência, dependendo da posição do satélite terrestre em relação à Terra e ao Sol.
Seu brilho é suficientemente forte para que seja vista durante o dia, especialmente se está próxima da lua cheia. A lua cheia também é um belo espetáculo, especialmente ao por-do-sol ou ao amanhecer, quando a Lua está no horizonte oposto ao do Sol, parecendo maior. Nesse momento, a lua também se torna alaranjada ou vermelha; sua luz atravessa uma atmosfera mais espessa do que quando está no zênite, e sua cor depende da quantidade de poluição atmosférica e/ou de cinzas vulcânicas.

### Cometas

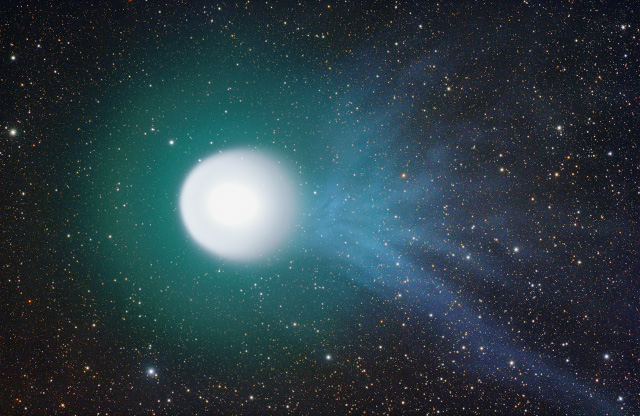
O cometa 17P/Holmes em 2007

Raramente cometas são visíveis a olho nu no céu noturno. Esses objetos, grandes blocos de gelo e pedra vagantes no Sistema Solar, são iluminados pelo Sol. Dependendo do cometa, seu gelo e outros materiais são evaporados pelo Sol, formando assim uma cauda. Tais cometas são raros, ocorrendo em média uma vez a cada década, e são conhecidos como grandes cometas. Tendem a ser visíveis durante o por-do-sol ou durante o amanhecer, sempre na direção do Sol, pois se tornam brilhantes quando se aproximam da estrela.

### Nuvens
Nuvens podem obscurecer a observação de outros objetos celestes, embora, conforme sua espessura, tenha-se diferentes efeitos. Uma camada muito fina de cirrus em frente à Lua pode produzir um arco-íris em torno do disco lunar. Normalmente as nuvens obscurecem o objeto inteiramente, deixando o céu noturno totalmente negro ou refletindo as luzes das cidades próximas.

### Outros objetos

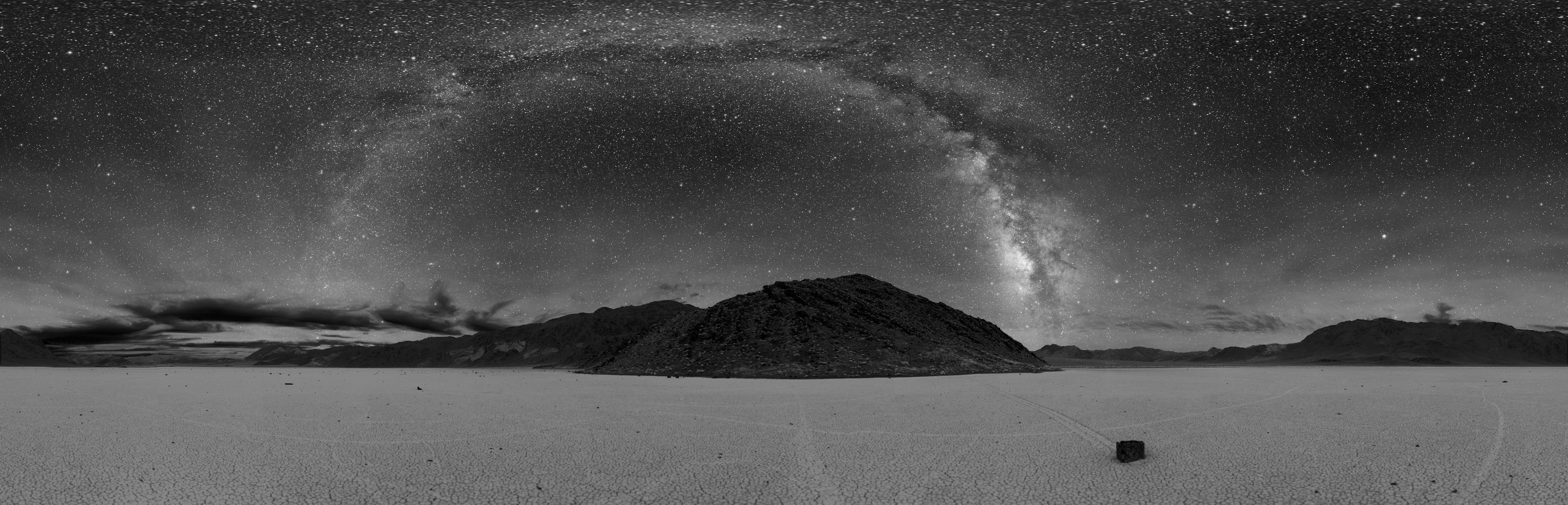
Vista panorâmica da Via-Láctea, (Vale da Morte, Estados Unidos).

Em noites claras em locais livres da poluição luminosa e quando a Lua está abaixo do horizonte, bandas de objetos nebulosos podem ser vistas, a Via-Láctea.
Pouco depois do por-do-sol ou pouco antes do amanhecer, podem ser vistos satélites artificiais. Se parecem como estrelas, mas cruzam o céu inteiro em questão de minutos. Alguns satélites podem ter brilho variável por estarem em rotação.
Meteoros (conhecidos como "estrelas cadentes") atravessam o céu, deixando um rastro de brilho. Aparecem no céu de forma aleatória e podem aparecer em maior número durante uma chuva de meteoros.